# Camponotus ephippiatus
Camponotus ephippiatus é uma espécie de inseto do gênero Camponotus, pertencente à família Formicidae.